# KRT76
KRT76 هوَ جين كيراتين. يرتبط فقدان التعبير الجيني لهذا الجين أو انخفاض تنظيمه بسرطان الفم.